# Wang Chi-Lin
Wang Chi-Lin (n. 18 ianuarie 1995, Taipei, Taiwan) este un jucător de badminton ce a reprezentat Taipeiul Chinez, medaliat olimpic. A participat la 2 ediții ale Jocurilor Olimpice (2020, 2024) în care a câștigat o medalie de aur.